# Brixellum
Brixellum (łac. Dioecesis Brixellensis) – stolica historycznej diecezji w Italii erygowanej w roku 372, a skasowanej w roku 680.
Współczesne miasto Brescello w prowincji Reggio Emilia we Włoszech. Obecnie katolickie biskupstwo tytularne ustanowione w 1968 przez papieża Pawła VI.

## Biskupi tytularni
| Lp. | Biskup           | Funkcja                                   | Od               | Do                   |
| --- | ---------------- | ----------------------------------------- | ---------------- | -------------------- |
| 1   | Jean-Jerôme Adam | emerytowany arcybiskup Libreville (Gabon) | 29 maja 1969     | 27 października 1976 |
| 2   | István Katona    | biskup pomocniczy Eger (Węgry)            | 3 listopada 1989 |                      |